# Ajgist
Ajgist je v grški mitologiji Tiestov sin. Med trojansko vojno je ostal v Šparti in zapeljal Agamemnonovo ženo Klitajmnestro. Ko se je njen mož vrnil iz vojne, ga je Ajgist z njeno pomočjo ubil. Agamemnonovo smrt je maščeval njegov sin Orest.